# 안나 K
안나 K(Anna K, 본명: 루치안나 크레차로바(Lucianna Krecarová), 1965년 1월 4일 ~ )는 체코의 가수이다.